# Назаренко, Евгения Павловна
Евге́ния Па́вловна Наза́ренко (до 1973 — Ку́зина; род. 19 июня 1950) — советская волейболистка, игрок сборной СССР (1973—1976). Победитель розыгрыша Кубка мира 1973, чемпионка Европы 1975, чемпионка СССР 1976. Связующая. Мастер спорта международного класса (1973).
Выступала за команды: до 1971 — «Кировец» (Новосибирск), с 1972 — «Искра» (Ворошиловград). В составе «Искры»: двукратный серебряный (1975, 1978) и двукратный бронзовый (1973, 1974) призёр чемпионатов СССР, победитель Кубка обладателей кубков ЕКВ 1977.
В составе сборной Украины: чемпионка (1975) и двукратный бронзовый призёр (1971, 1983) Спартакиады народов СССР.
В сборной СССР в официальных соревнованиях выступала в 1973—1976 годах. В её составе: победитель первого розыгрыша Кубка мира среди женщин, чемпионка Европы 1975, чемпионка СССР 1976.
После окончания игровой карьеры работала преподавателем физического воспитания. В 1994—1999 — тренер молодёжной команды «Искра» (Луганск). С 1999—2001 входила в состав тренерского коллектива волейбольного отделения ЛВУФК (Луганского высшего училища физической культуры). В настоящее время — тренер юниорской женской волейбольной группы в ЛВУФК.